# Czterej pancerni i pies
Czterej pancerni i pies (« Quatre tankistes et un chien ») est une série télévisée polonaise en noir et blanc en 21 épisodes de 55 minutes réalisée par Konrad Nałęcki et Andrzej Czekalski, basée sur un livre de Janusz Przymanowski, et diffusée du 25 septembre 1966 à 1970 sur TVP.

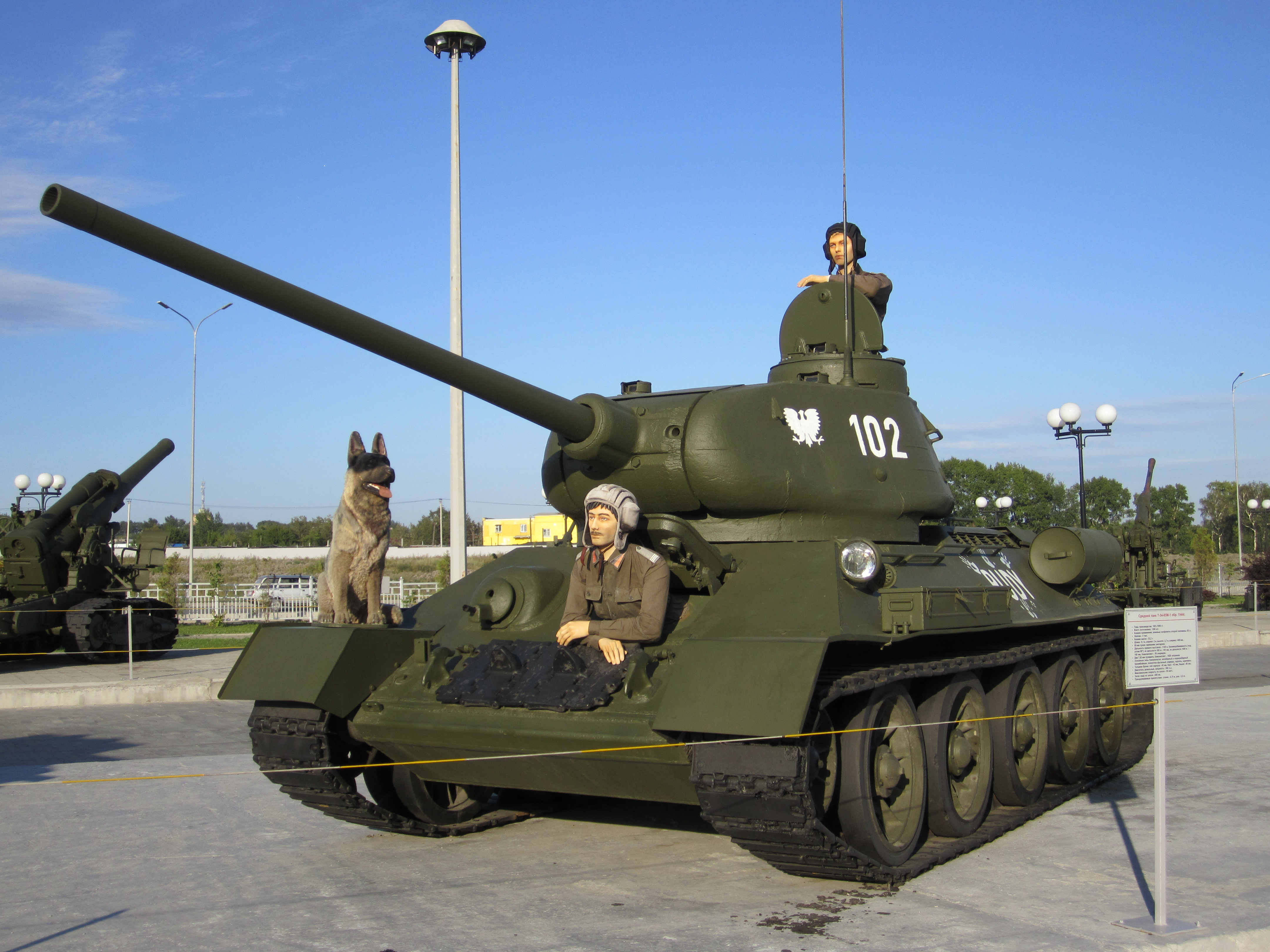
Réplique du char utilisé dans la série.

L'histoire se déroule en 1944 et 1945 pendant la Seconde Guerre mondiale et suit les aventures d'un équipage d'un char T-34 dans la 1re Armée polonaise. Bien que le livre et la série télévisée contiennent des éléments de propagande pro-soviétique, la série est culte en Pologne, en Union des républiques socialistes soviétiques et d'autres pays du bloc de l'Est.
Dans la série, le char T-34 « Rudy » portant le numéro d'identification 102 et un berger allemand nommé Szarik donne ce nom à la série.

## Distribution
- Roman Wilhelmi (pl) : Olgierd Jarosz, le chef du char « Rudy »
- Franciszek Pieczka : Gustaw Jeleń, le canonnier
- Janusz Gajos : caporal Jan Kos dit Janek, le mitrailleur, devenu chef de char après la mort de Jarosz
- Włodzimierz Press (pl) : sergent Grigori Sakachvili, le pilote de char géorgien
- Wiesław Gołas : caporal Tomasz Czereśniak dit Tomek
- Witold Pyrkosz : caporal Franciszek Wichura dit Franek
- Pola Raksa : sergent Marusia Ogoniok, petite amie de Janek
- Małgorzata Niemirska (pl) : sergent Lidia Wiśniewska dite Lidka
- Tadeusz Kalinowski (pl) : colonel Tadeusz
- Barbara Krafftówna (pl) : Honorata
- Tomasz Zaliwski (pl) : caporal Daniel « Magneto » Łażewski
- Stanisław Gronkowski (pl) : Kugel
- Aleksandr Beliavski : capitaine Ivan Pavlov (19-21)
- Józef Nalberczak (pl) : Fiedia dit Jołki-połki (1, 3)
- Janusz Kłosiński : sergent-major Czernousow (1, 3, 6-9, 12-16, 18-19, 21)
- Krzysztof Litwin (pl) : porte drapeau Zenek (1, 3-4)
- Tadeusz Fijewski : Czereśniak, père de Tomek (4, 9, 21)
- Jan Cybulski : cuisinier (4-5)
- Stanisław Jasiukiewicz : Stanisław « West » Kos (7-9, 21)
- Aleksander Sewruk (pl) : général soviétique (4, 7-9)
- Florian Wolny : Kaszub (7-9)
- Ryszard Kotys (pl) : militaire soviétique (8, 14)
- Waldemar Kwasieborski : militaire soviétique (8, 13)
- Zdzisław Grudzień (pl) : militaire soviétique (8, 13)
- Krzysztof Chamiec (pl) : capitaine Hugo Krummel (10-11)
- Mieczysław Stoor (pl) : Feliks Kalita (10-12)
- Andrzej Wohl (pl) : soldat sous les ordres de Kalita (11-12)
- Franciszek Trzeciak (pl) : soldat sous les ordres de Kalita (11-12)
- Mieczysław Czechowicz (pl) : sergent Konstanty Szawełło (13, 15-16, 18-21)
- Jerzy Turek (pl) : Józek Szawełło (13, 15-16, 18-21)
- Andrzej Herder (pl) : porte-drapeau de gendarmes (13-15, 19)
- Roman Sykała (pl) : colonel polonais (14-15, 19)
- Roman Talarczyk : télégraphiste (14-15)
- Kazimierz Talarczyk (pl) : major Rosomaka (15, 19-20)
- Piotr Wysocki (pl) : Espagnol (16-18)
- Wiesław Michnikowski : médecin militaire Stanisław Zubryk (16, 18-21)
- Marian Opania (pl) : caporal Marian "Zadra" Łażewski (17-20)
- Joanna Sobieska (pl) : Irena (infirmière) (17-18)
- Zygmunt Kęstowicz (pl) : commandant-colonel (18-20)
- Roman Kłosowski (pl) : sergent Staśko (18-19)
- Jadwiga Andrzejewska (pl) : mère de Tomek
- Janusz Przymanowski : photographe au mariage